# دهه ۳۶۰ (میلادی)
دهه ۳۶۰ (میلادی) دهه سی و ششم تقویم میلادی است.
‎